# Schlatt (Górna Austria)
Schlatt – gmina w Austrii, w kraju związkowym Górna Austria, w powiecie Vöcklabruck. 1 stycznia 2015 liczyła 1287 mieszkańców.